# Trachelas vulcani
Trachelas vulcani är en spindelart som beskrevs av Simon 1896. Trachelas vulcani ingår i släktet Trachelas och familjen flinkspindlar. Inga underarter finns listade i Catalogue of Life.